# Миломир Шешлија
Миломир Шешлија (Сарајево, 21. јул 1964) бивши је српски и југословенски фудбалер. Након играчке каријере ради као фудбалски тренер, тренутно је шеф стручног штаба босанскохерцеговачког клуба Игман Коњица.

## Kаријера

### Играч
Шешлија је рођен 21. јула 1964. године у Сарајеву. Фудбалску каријеру је почео у сарајевском Жељезничару који је наступао тада у Првој савезној лиги Југославије. Играо је на позицији одбрамбеног играча. Највећи део каријере провео је играјући за клубове у бившој Југославији. Наступао је за РФК Нови Сад, Фамос Храсницу, АИК Бачка Топола и Слободу из Ужица. Од 1992. године је прешао у Малезију и играо за неколико клубова. Био је члан Куала Лумпура ФА, Сабаха и Сембаванг Рејнџерса, где је 2000. године завршио играчку каријеру.

### Тренер
Након што се повукао са фудбалских терена и завршио играчку каријеру, постао је фудбалски тренер. Први клуб који је водио био је српски нижелигаш Солунац из Растине. Потом је преузео први тим Славије Источно Сарајево, а на територији Федерације БИХ водио је САШК Напредак и Вележ из Мостара. Од 2007. године радио је у Оману и био тренер Дофара. Био је тренер Рудара из Какња у сезони 2009/10.
Радио је као тренер у Индонезији, а од јула 2013. године именован је за главног тренера малезијског Сабаха.
У 2019. години, освојио је Председнички Куп Индонезије са тимом Арема.
Септембра 2020. године постављен је за шефа стручног штаба Игмана из Коњица.„Zeba i zvanično u Igmanu, klub iz Konjica angažovao i novog trenera”. sportsport.ba (на језику: бошњачки). Приступљено 23. 9. 2020.</ref>

## Трофеји

### Играч
Сабах
- ФА Куп Малезије: 1995.
- Лига Пердана: 1996.

### Тренер
Вележ Мостар
- Прва лига Федерације Босне и Херцеговине: 2005/06.

Арема
- Председнички Куп Индонезије: 2019.